# Segunda División 2013/2014
Segunda División 2013/2014 var den 83:e upplagan av Spaniens näst högsta division i fotboll för herrar. Säsongen startade den 17 augusti 2013 och avslutades den 8 juni 2014, innan ett playoff-slutspel för uppflyttning inledes för lagen som lyckas placera sig mellan platserna 3 till 6 i tabellen (detta året 4 till 7 på grund av att Barcelona B inte kan flyttas upp till La Liga), om ej något av La Liga-lagens B-lag placerar sig på dessa platser.

## Lagen
Ligan bestod av 22 lag, varav fyra var uppflyttade från Segunda División B och tre nedflyttade från La Liga.
De tre klubbarna som var degraderade från La Liga var Mallorca, Deportivo och Zaragoza. Mallorca degraderades efter hela sexton år i högsta divisionen. En lång era som avslutades under våren 2013 efter att länge legat i botten och stundtals långt efter. Deportivo däremot tvingades ta steget ned direkt efter första säsongen sedan man gick upp. Zaragoza fick också lämna, efter fyra år i Primeran. Uppflyttade lag från Segunda till La Liga var Elche, Villarreal och Almería.
Deportivo Alavés, Tenerife, Eibar och Real Jaén var de fyra klubbarna som lyckades ta steget upp från Segunda División B. Deportivo Alavés och Tenerife gjorde det båda som gruppsegrare i varsin av de fyra olika grupperna och sedan lyckas man till slut ta sig till Segunda genom spel i playoffet för de just fyra gruppsegrarna. Eibar och Real Jaén tog sig däremot båda till Segunda genom det så kallade "non-champions"-playoffet.

### Arenor
| Lag                 | Ort                    | Arena                      | Publikkapacitet |
| ------------------- | ---------------------- | -------------------------- | --------------- |
| Alcorcón            | Alcorcón               | Santo Domingo              | 5 880           |
| Barcelona B         | Barcelona              | Mini Estadi                | 15 276          |
| Córdoba             | Córdoba                | Nuevo Arcángel             | 18 280          |
| Deportivo Alavés    | Vitoria                | Mendizorroza               | 19 840          |
| Deportivo La Coruña | A Coruña               | Riazor                     | 34 600          |
| Eibar               | Eibar                  | Ipurua                     | 5 250           |
| Girona              | Girona                 | Estadi Montilivi           | 9 286           |
| Hércules            | Alicante               | José Rico Pérez            | 29 584          |
| Las Palmas          | Las Palmas             | Estadio Gran Canaria       | 31 250          |
| Lugo                | Lugo                   | Anxo Carro                 | 7 840           |
| Mallorca            | Palma de Mallorca      | Iberostar Estadi           | 23 142          |
| Mirandés            | Miranda de Ebro        | Anduva                     | 6 000           |
| Numancia            | Soria                  | Los Pajaritos              | 9 025           |
| Ponferradina        | Ponferrada             | El Toralín                 | 8 800           |
| Real Jaén           | Jaén                   | Nuevo La Victoria          | 12 569          |
| Real Murcia         | Murcia                 | Nueva Condomina            | 31 179          |
| Real Zaragoza       | Zaragoza               | La Romareda                | 34 596          |
| Recreativo Huelva   | Huelva                 | Nuevo Colombino            | 19 860          |
| RM Castilla         | Madrid                 | Estadio Alfredo Di Stéfano | 6 000           |
| Sabadell            | Sabadell               | Nova Creu Alta             | 11 981          |
| Sporting Gijón      | Gijón                  | El Molinón                 | 29 538          |
| Tenerife            | Santa Cruz de Tenerife | Heliodoro Rodríguez López  | 21 732          |

### Klubbinformation
| Lag                 | Ordförande                 | Huvudtränare         | Lagkapten          | Ställ-tillverkare | Tröjsponsor           |
| ------------------- | -------------------------- | -------------------- | ------------------ | ----------------- | --------------------- |
| Alcorcón            | Julián Villena             | José Bordalás        | Rubén Sanz         | Erreà             |                       |
| Barcelona B         | Josep Maria Bartomeu       | Eusebio Sacristán    | Illie              | Nike              | Qatar Airways         |
| Córdoba             | Carlos González            | Pablo Villa          | Abel Gómez         | Nike              |                       |
| Deportivo Alavés    | Avelino Fernández          | Alberto López        | Manu García        | Hummel            | Euskaltel             |
| Deportivo La Coruña | Constantino Fernández Pico | Fernando Vázquez     | Manuel Pablo       | Lotto             | Estrella Galicia      |
| Eibar               | Alex Aranzabal             | Gaizka Garitano      | Mikel Arruabarrena | Astore            | Hierros Servando      |
| Girona              | Pablo Machín               | Ricardo Rodríguez    | Migue              | Kedeké            | Tamesol               |
| Hércules            | Carlos Parodi              | Slaviša Jokanović    | Francisco Peña     | Nike              | Comunitat Valenciana  |
| Las Palmas          | Miguel Ángel Ramírez       | Sergio Lobera        | Diego García       | Hummel            | Gran Canaria          |
| Lugo                | José Bouso                 | Quique Setién        | Manu               | es:CDLU           | Estrella Galicia      |
| Mallorca            | Lorenzo Serra Ferrer       | Lluís Carreras       | José Nunes         | Macron            | Riviera Maya          |
| Mirandés            | Ramiro Revuelta            | Carlos Terrazas      | Iván Agustín       | Erreà             | Burgos                |
| Numancia            | Francisco Rubio            | Juan Antonio Anquela | Txomin Nagore      | Erreà             | Solarig               |
| Ponferradina        | José Fernández Nieto       | Claudio Barragán     | Mayor              | Adidas            | Bio3                  |
| Real Jaén           | Rafael Teruel              | Manuel Herrero       | Fran Machado       | M2A               | Jaén Paraíso Interior |
| Real Murcia         | Jesús Samper               | Julio Velázquez      | Richi              | Joma              |                       |
| Real Zaragoza       | Fernando Molinos           | Víctor Muñoz         | Javier Paredes     | Mercury           |                       |
| Recreativo Huelva   | Pablo Comas-Mata           | Sergi Barjuán        | David Córcoles     | Adidas            | Cajasol               |
| RM Castilla         | Nicolás Martín-Sanz        | Manolo Díaz          | Nacho Fernández    | Adidas            | Fly Emirates          |
| Sabadell            | Joan Soteras               | Miquel Olmo          | Juanjo Ciércoles   | Kelme             |                       |
| Sporting Gijón      | Antonio Veiga              | Abelardo Fernández   | Iván Hernández     | Kappa             | Gijón                 |
| Tenerife            | Miguel Concepción          | Álvaro Cervera       | Suso Santana       | Hummel            | Tenerife              |

## Poängtabell
| Nr | Lag                      | S  | V  | O  | F  | GM | IM | MS  | P  |
| -- | ------------------------ | -- | -- | -- | -- | -- | -- | --- | -- |
| 1  | Eibar                    | 42 | 19 | 14 | 9  | 49 | 28 | +21 | 71 |
| 2  | Deportivo La Coruña      | 42 | 19 | 12 | 11 | 48 | 36 | +12 | 69 |
| 3  | Barcelona B (B)          | 42 | 20 | 6  | 16 | 60 | 46 | +14 | 66 |
| 4  | Real Murcia              | 42 | 16 | 17 | 9  | 55 | 44 | +11 | 65 |
| 5  | Sporting Gijón           | 42 | 16 | 16 | 10 | 63 | 51 | +12 | 64 |
| 6  | Las Palmas               | 42 | 18 | 9  | 15 | 53 | 50 | +3  | 63 |
| 7  | Córdoba                  | 42 | 16 | 13 | 13 | 47 | 43 | +4  | 61 |
| 8  | Recreativo Huelva        | 42 | 16 | 13 | 13 | 53 | 53 | 0   | 61 |
| 9  | Alcorcón                 | 42 | 16 | 11 | 15 | 46 | 40 | +6  | 59 |
| 10 | Sabadell                 | 42 | 17 | 8  | 17 | 52 | 58 | −6  | 59 |
| 11 | Tenerife                 | 42 | 15 | 9  | 18 | 46 | 49 | −3  | 54 |
| 12 | Lugo                     | 42 | 14 | 12 | 16 | 41 | 48 | −7  | 54 |
| 13 | Numancia                 | 42 | 11 | 21 | 10 | 42 | 41 | +1  | 54 |
| 14 | Real Zaragoza            | 42 | 13 | 14 | 15 | 49 | 53 | −4  | 53 |
| 15 | Girona                   | 42 | 12 | 15 | 15 | 52 | 50 | +2  | 51 |
| 16 | Ponferradina             | 42 | 13 | 12 | 17 | 46 | 49 | −3  | 51 |
| 17 | Mallorca                 | 42 | 12 | 15 | 15 | 46 | 57 | −11 | 51 |
| 18 | Deportivo Alavés         | 42 | 13 | 12 | 17 | 57 | 57 | 0   | 51 |
| 19 | Mirandés                 | 42 | 13 | 11 | 18 | 38 | 56 | −18 | 50 |
| 20 | Real Madrid Castilla (B) | 42 | 13 | 10 | 19 | 49 | 56 | −7  | 49 |
| 21 | Real Jaén                | 42 | 12 | 12 | 18 | 43 | 49 | −6  | 48 |
| 22 | Hércules                 | 42 | 11 | 12 | 19 | 45 | 62 | −17 | 45 |

## Uppflyttnings-playoff
|  | Semifinaler | Semifinaler    | Semifinaler | Semifinaler | Semifinaler |   |   | Final        | Final | Final | Final | Final |
|  |             |                |             |             |             |   |   |              |       |       |       |       |
|  | 7           | Córdoba        | 0           | 2           | 2           |   |   |              |       |       |       |       |
|  | 4           | Real Murcia    | 0           | 1           | 1           |   |   |              |       |       |       |       |
|  |             |                |             |             |             |   | 7 | Córdoba (BM) | 0     | 1     | 1     |       |
|  |             | 6              | Las Palmas  | 0           | 1           | 1 |   |              |       |       |       |       |
|  | 6           | Las Palmas     | 1           | 1           | 2           |   |   |              |       |       |       |       |
|  | 5           | Sporting Gijón | 0           | 0           | 0           |   |   |              |       |       |       |       |